# Jacopo II Appiano
Jacopo II Appiano (Piombino, aprile 1399 – Piombino, 27 dicembre 1441) fu il secondo signore di Piombino, Scarlino, Populonia, Suvereto, Buriano, Abbazia di San Pancrazio al Fango e delle isole d'Elba, Montecristo e Pianosa; fu anche conte palatino.

## Biografia

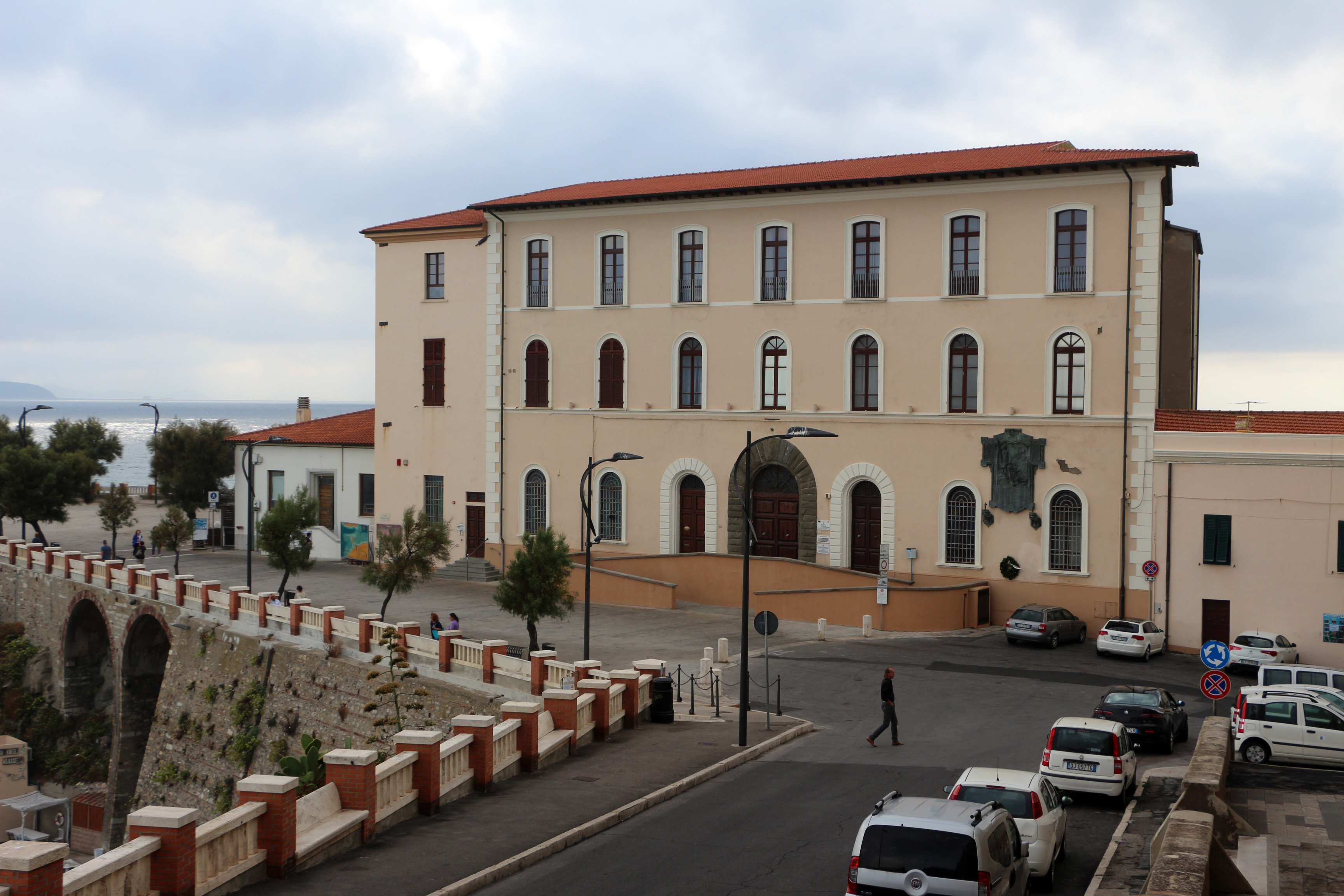
Il palazzo vecchio Appiani a Piombino

Figlio di Gherardo Appiano, succedette al padre alla morte di questi nel 1404, rimanendo per tutta la minore età sotto la reggenza della madre Paola Colonna fino al 1419. Uomo crudele e dissoluto, mise in atto una politica spregiudicata, passando per convenienza dall'alleanza con la repubblica fiorentina a quella con la repubblica di Siena, per poi tornare dalla parte della prima. Per assicurarsi una maggiore protezione politica venne disposto dalla madre il suo matrimonio, avvenuto nel 1423, con Donella Fieschi (1404 - 1467), figlia di Gianluigi Fieschi dei conti di Lavagna, patrizio genovese e generale delle armate della repubblica di Firenze. Il matrimonio rimase improle.
Nel 1419, insieme alla sorella Caterina, aveva accompagnato a Firenze la madre Paola Colonna che desiderava omaggiare il papa Martino V suo fratello. Il pittore fiorentino Bicci di Lorenzo, alcuni anni dopo, immortalò la consacrazione della chiesa di Sant'Egidio da parte del pontefice: nel corteo sono ritratti i due giovani Appiano molto somiglianti tra loro.
Nel 1431, insieme al capitano d'armi Mariano da Piombino, prese parte alla battaglia navale combattuta a Rapallo tra Venezia e Genova, al comando di una galea, similmente all'alleato; Genova venne sconfitta e la nave di Iacopo si arrese ai nemici (mentre quella di Mariano riuscì a tornare a Piombino). Nello stesso anno, ruppe la coalizione, voluta dal padre Gherardo, con i fiorentini, per passare a quella con i senesi; si impossessò del castello e borgo di Monteverdi per assicurare una maggiore difesa dalla parte di terra al suo Stato.
Nel 1433, il 26 aprile, sottoscrisse il trattato di pace di Ferrara tra Milano, Venezia e Firenze; come segno di resa alle ostilità con la Repubblica fiorentina, restituì Monteverdi (incluso nello Stato piombinese con le armi due anni prima).

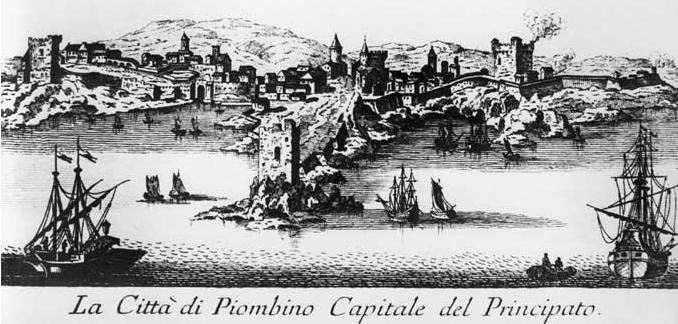
Piombino in un'antica incisione

Negli anni trenta del XV secolo decretò la ricostruzione e il ripopolamento di Populonia. 
Nel 1439, attendeva un figlio da una relazione con una cortigiana, nella speranza di avere un erede per la successione al trono; il giorno del parto vennero invitati ambasciatori fiorentini e senesi e allestita una grande festa. Si ebbe però una spiacevole sorpresa perché la donna partorì un bimbo moro.

Il 1º luglio 1440 Baldaccio d'Anghiari, capitano di ventura, occupò Suvereto. Nel novembre 1440 venne siglata una nuova alleanza con Firenze. Il 28 agosto 1441 Baldaccio giunse sotto le mura di Piombino; ad accompagnarlo vi era anche Emanuele Appiano che, informato della grave malattia che nel frattempo aveva colpito Jacopo II, veniva a reclamare il suo diritto sancito dal testamento del defunto fratello Gherardo. Baldaccio ed Emanuele non riuscirono nell'impresa e vennero duramente respinti con gravose perdite. Il quarantaduenne Jacopo morì il 27 dicembre 1441 nel suo palazzo della Piazzarella, senza eredi, colpito da una seria malattia che lo aveva reso da mesi agonizzante. Gli succedette la madre Paola Colonna.
Iacopo II era uomo di guerra e poco atto alla cultura, ma affascinato dall'antichità e dal periodo classico.
Esemplare in questo senso il suo impegno per la salvaguardia delle vestigia etrusche di Populonia. La vita nella zona era attiva soltanto sul litorale, nel laborioso porto di Baratti, dove vi era un villaggio, le saline, una torre e i mercati ittici. In alto, ove una volta trovava posto l'acropoli, vi era soltanto bosco e vegetazione a coprire le rovine. Iacopo ordinò, pertanto, un'operazione di disboscamento e la costruzione del borgo fortificato con rocca e bastioni nelle dimensioni e fattezze pervenute fino ad oggi. Si ergeva pure una seconda torre, perimetrale, orientata verso il golfo di Baratti, demolita alla fine del XIX secolo. Per popolare il paese che si presentava del tutto nuovo e disabitato, Jacopo II obbligò alcune famiglie piombinesi a trasferirvisi donando loro casa e terre esterne alle mura.
Tra il 1435 ed il 1440, Jacopo II incaricò l'architetto senese Nanni di Magio da Terranova di progettare la costruzione del nuovo, grande palazzo di governo dei priori e degli anziani (tuttora esistente). Nel piano di lavoro l'edificio si presentava con la merlatura guelfa (il tetto a capanna è una modifica apportata durante l'amministrazione di Elisa Bonaparte) ed era privo di torre (realizzata alla fine del XVI secolo). Gli anziani, terminata la nuova sede, abbandonarono la vecchia, detta Palazzaccio, sita nei pressi della Porta a Terra e donata ai frati francescani per adibirla a convento.

## Ascendenza
|                                                  |                                      |                                        | Genitori                                      |  |  | Nonni |  |  | Bisnonni                   |  |  | Trisnonni           |  |
|                                                  |                                      |                                        |                                               |  |  |       |  |  | Giovanni "Vanni" d'Appiano |  |  | Benvenuto d'Appiano |  |
|                                                  |                                      |                                        |                                               |  |  |       |  |  | Giovanni "Vanni" d'Appiano |  |  | Benvenuto d'Appiano |  |
|                                                  |                                      | …                                      |                                               |  |  |       |  |  | Giovanni "Vanni" d'Appiano |  |  |                     |  |
| Jacopo I d'Appiano, signore di Pisa              |                                      |                                        |                                               |  |  |       |  |  | Giovanni "Vanni" d'Appiano |  |  |                     |  |
|                                                  |                                      | …                                      | …                                             |  |  |       |  |  |                            |  |  |                     |  |
|                                                  |                                      | …                                      | …                                             |  |  |       |  |  |                            |  |  |                     |  |
|                                                  |                                      | …                                      | …                                             |  |  |       |  |  |                            |  |  |                     |  |
| Gherardo Leonardo d'Appiano, signora di Piombino |                                      | …                                      |                                               |  |  |       |  |  |                            |  |  |                     |  |
|                                                  |                                      | Emanuele Pannocchieschi                | …                                             |  |  |       |  |  |                            |  |  |                     |  |
|                                                  |                                      | Emanuele Pannocchieschi                | …                                             |  |  |       |  |  |                            |  |  |                     |  |
|                                                  |                                      | Emanuele Pannocchieschi                | …                                             |  |  |       |  |  |                            |  |  |                     |  |
| Polissena Pannocchieschi                         |                                      | Emanuele Pannocchieschi                |                                               |  |  |       |  |  |                            |  |  |                     |  |
|                                                  |                                      | Adelasia della Gherardesca             | Gherardo VII, conte della Gherardesca         |  |  |       |  |  |                            |  |  |                     |  |
|                                                  |                                      | Adelasia della Gherardesca             | Gherardo VII, conte della Gherardesca         |  |  |       |  |  |                            |  |  |                     |  |
|                                                  |                                      | Adelasia della Gherardesca             | Adelasia Grimaldi                             |  |  |       |  |  |                            |  |  |                     |  |
| Jacopo II Appiano, signore di Piombino           |                                      | Adelasia della Gherardesca             |                                               |  |  |       |  |  |                            |  |  |                     |  |
|                                                  | Pietro Colonna, signore di Genazzano | Giordano Colonna, signore di Genazzano |                                               |  |  |       |  |  |                            |  |  |                     |  |
|                                                  | Pietro Colonna, signore di Genazzano | Giordano Colonna, signore di Genazzano |                                               |  |  |       |  |  |                            |  |  |                     |  |
|                                                  | Pietro Colonna, signore di Genazzano | Margherita Capocci                     |                                               |  |  |       |  |  |                            |  |  |                     |  |
| Agapito V Colonna, signore di Genazzano          | Pietro Colonna, signore di Genazzano |                                        |                                               |  |  |       |  |  |                            |  |  |                     |  |
|                                                  |                                      | Letizia Conti                          | …                                             |  |  |       |  |  |                            |  |  |                     |  |
|                                                  |                                      | Letizia Conti                          | …                                             |  |  |       |  |  |                            |  |  |                     |  |
|                                                  |                                      | Letizia Conti                          | …                                             |  |  |       |  |  |                            |  |  |                     |  |
| Paola Colonna                                    |                                      | Letizia Conti                          |                                               |  |  |       |  |  |                            |  |  |                     |  |
|                                                  |                                      | Giovanni Conti                         | Giovanni Conti, signore della rocca di Astura |  |  |       |  |  |                            |  |  |                     |  |
|                                                  |                                      | Giovanni Conti                         | Giovanni Conti, signore della rocca di Astura |  |  |       |  |  |                            |  |  |                     |  |
|                                                  |                                      | Giovanni Conti                         | Margherita Colonna                            |  |  |       |  |  |                            |  |  |                     |  |
| Caterina Conti                                   |                                      | Giovanni Conti                         |                                               |  |  |       |  |  |                            |  |  |                     |  |
|                                                  |                                      | Cecca da Ceccano                       | Giacomo da Ceccano                            |  |  |       |  |  |                            |  |  |                     |  |
|                                                  |                                      | Cecca da Ceccano                       | Giacomo da Ceccano                            |  |  |       |  |  |                            |  |  |                     |  |
|                                                  |                                      | Cecca da Ceccano                       | Lella Caetani                                 |  |  |       |  |  |                            |  |  |                     |  |
|                                                  |                                      | Cecca da Ceccano                       |                                               |  |  |       |  |  |                            |  |  |                     |  |